# Psalydolytta lineaticollis
Psalydolytta lineaticollis es una especie de coleóptero de la familia Meloidae.

## Distribución geográfica
Habita en Malí.